# Rubén Darío Paredes
Rubén Darío Paredes del Río (ur. 11 sierpnia 1933 w Panamie) – panamski wojskowy, faktyczny przywódca kraju w latach 1982–1983.
Służył w armii, miał stopień generała od 3 marca 1982. Od 1975 do 1978 był ministrem rolnictwa. 3 marca 1982 przeprowadził zamach stanu przeciwko dowódcy Gwardii Narodowej Florencio Floresowi Aguilarowi. W lipcu 1982 zmusił Aristidesa Royo, będącego formalnie prezydentem, do rezygnacji na rzecz swojego zastępcy Ricardo de la Esprielli. Reprezentował poglądy antykomunistyczne. Władzę stracił 12 sierpnia 1983 po tym, jak przejął ją Manuel Noriega. Noriega obiecał Paredesowi stanowisko prezydenta w zamian za rezygnację, jednak gdy ta nastąpiła, ten aresztował go. W 1984 bezskutecznie ubiegał się o fotel prezydenta z ramienia Ludowej Partii Narodowej.
Po przejściu na emeryturę pozostał w Panamie. Jego wuj Rigoberto Paredes był w latach 80. parlamentarzystą i bliskim współpracownikiem Noriegi.